# تان سي
تان سي (بالصينية: 谭斯) (6 يناير 1987 بتشينغداو في الصين - ) هو لاعب كرة قدم صيني في مركز الهجوم. لعب مع جيانغسو سونينغ وWuhan Optics Valley F.C. ‏ ونادي تشنغدو رونجتشينغ ونادي ووهان.

## وصلات خارجية
- تان سي على موقع قاعدة بيانات كرة القدم.إي يو (الإنجليزية)
- تان سي على موقع Soccerway.com (الإنجليزية)